# جوزف عيساوي
جوزيف عيساوي, شاعر و إعلامي لبناني. صدر له عدد من الدواوين منها ( قصائد المنزل, على سرير ينكسر, شاي لوقاحة الشاعر, القديس x) قدم لعدة سنوات برنامج (قريب جداً) وهو برنامج ثقافي حواري تعرضه قناة الحرة الأمريكية.

## أعماله

### برامج تلفزيونية
- عكس السير، ان بي ان
- قريب جدا، قناة الحرة

### دواوين شعرية
- قصائد المنزل
- على سرير ينكسر
- شاي لوقاحة الشاعر
- القديس x